# Comunidad Israelita del Uruguay
La Comunidad Israelita del Uruguay, también conocida como Kehilá, es una institución judía uruguaya de origen asquenazí.

## Historia
La Comunidad Israelita del Uruguay tiene sus orígenes en 1916, cuando un grupo de 58 inmigrantes judíos asquenazíes de Europa Oriental fundaron la asociación Jevrá Kadishá Ashkenazí en el Centro Asturiano de Montevideo. Una de sus primeras acciones fue la inauguración, junto a la Hesed Shel Emet de origen sefardí, del Cementerio Israelita de La Paz, primer cementerio judío del país.
En 1918 organizó su primer minyán en el Teatro Sala Verdi, e incorporó a un rabino para ser constituido en la autoridad religiosa de la organización, establecer un registro de casamientos y divorcios, así como fiscalizar el kosher. En 1932, la Jevrá Kadishá Ashkenazí pasó a llamarse Comunidad Israelita de Montevideo, y comenzó a realizar diferentes actividades culturales, incluyendo presentaciones teatrales en idioma yidis, y seminarios y conferencias.
El 11 de diciembre de 1940, fue fundadora, junto a la Comunidad Israelita Sefaradí, la Nueva Congregación Israelita y la Comunidad Israelita Húngara, del Comité Central Israelita del Uruguay (CCIU), como organización paraguas de toda la colectividad judía uruguaya. En 1972, su nombre fue modificado al de Comunidad Israelita del Uruguay, y años más tarde inauguró su sinagoga en un edificio del barrio montevideano de Centro, donde también se instaló el centro comunitario y sede de la institución.
En 2022, la sede y centro comunitario fueron trasladados al barrio de Punta Carretas. En 2024, el edificio anterior fue adquirido por la Intendencia de Montevideo, que lo destinó a albergar la Escuela Multidisciplinaria de Arte Dramático Margarita Xirgu.